# Andoki batla
Az andoki batla vagy régies nevén andesi batla (Plegadis ridgwayi) a madarak (Aves) osztályának a gödényalakúak (Pelecaniformes) rendjébe, ezen belül az íbiszfélék (Threskiornithidae) családjába és az íbiszformák (Threskiornithinae) alcsaládjába tartozó faj.

## Elterjedése
Peru, Bolívia, Argentína és Chile területén él. Az Andok felsőbb régióinak kiterjedt mocsarait és lápos hegyi legelőit lakja 3100 és 4800 méter közötti magasságban.

## Megjelenése
Hosszúsága 56 centiméter. Zöldesbíbor fényű barna tollazata van. Csőre és lábai vörösek.

## Életmódja
Csőrével az iszapban és a füves talajban turkálva szerzi meg táplálékát.
Viselkedéséről keveset tudunk.

## Szaporodása
Fészekalja 2-5 tojásból áll.